# Dunfanaghy
Dunfanaghy (iriska: Dún Fionnachaidh) är en ort i republiken Irland.   Den ligger i grevskapet County Donegal och provinsen Ulster, i den norra delen av landet, 230 km nordväst om huvudstaden Dublin. Dunfanaghy ligger 6 meter över havet och antalet invånare är 312.
Terrängen runt Dunfanaghy är varierad. Havet är nära Dunfanaghy åt nordväst.Runt Dunfanaghy är det ganska glesbefolkat, med 27 invånare per kvadratkilometer. Närmaste större samhälle är Millford, 20,0 km sydost om Dunfanaghy. Trakten runt Dunfanaghy består i huvudsak av gräsmarker.